# Dorang
Dorang is een bestuurslaag in het regentschap Jepara van de provincie Midden-Java, Indonesië. Dorang telt 4412 inwoners (volkstelling 2010).